# Brandanschläge auf Kraftfahrzeuge in Berlin
Seit 2007 kam es zu einer anhaltenden Reihe von Brandanschlägen auf Kraftfahrzeuge in Berlin. In den Jahren 2008 bis 2017 wurden jährlich mehr als hundert Anschläge verübt. Da zunächst die meisten Taten als politisch motiviert eingestuft wurden, übernahm die Ermittlungen zu den Tätern der Staatsschutz.
Nach einem Rückgang im Jahr 2010 nahm die Anzahl der Anschläge für das Jahr 2011 deutlich zu. Im Jahr 2012 ging die Anzahl der Brandanschläge deutlich zurück, was die Polizei zum einen darauf zurückführte, dass ein Haupttäter, der 2011 allein für 106 Brandstiftungen verantwortlich gewesen war, gefasst worden war, und zum anderen die Zahl der politisch motivierten Taten von 92 auf 24 Fälle gesunken war.
Im Jahr 2016 eskalierte die Auseinandersetzung um das ehemals besetzte Haus in der Rigaer Straße 94, was sich auch darin niederschlug, dass die Zahl der als politisch links motiviert eingestuften Autobrandstiftungen anstieg und im Juli die Zahl von 63 Anschlägen mit 107 beschädigten Fahrzeugen erreichte (bei insgesamt 234 Taten in dem Zeitraum).
Im gleichen Jahr begannen auch Serien von Brandstiftungen mit rechter politischer Motivation mit Schwerpunkt in den Stadtteilen Rudow, Neukölln und Oberschönweide., die sich 2017 steigerte. Die Serie in Neukölln hielt bis mindestens 2019 an und umfasste mehr als 70 Fälle. Die Ermittlungen dazu wurden wegen der Befangenheit zweier beteiligter Staatsanwälte durch die Generalstaatsanwältin Margarete Koppers übernommen. Im Mai 2022 wurde ein Untersuchungsausschuss eingesetzt.
Im Jahr 2021 wurden in Berlin 426 Fahrzeuge in Brand gesteckt (eines mehr als 2020), weitere 281 Fahrzeuge brannten dabei mit ab. Als Ursachen nennen die Behörden Vandalismus, Versicherungsbetrug, Geltungssucht und sog. Resonanztaten als Reaktion auf eine Brandschutzbegehung der „Rigaer 94“ im Juni und die Räumung des „Köpi-Wagenplatzes“ im Oktober 2021.

## Statistiken
Bei der Erfassung der Brandanschläge werden zum Teil unterschiedliche Zählweisen verwendet wie bei der Anzahl der Brandanschläge, der Anzahl der angezündeten Fahrzeuge (bei einem Anschlag können mehrere Fahrzeuge angezündet werden) oder der Anzahl der geschädigten Fahrzeuge (durch Hitze und Flammen in der Nähe von brennenden Fahrzeugen). Des Weiteren wird zwischen politisch motivierten und nicht politisch motivierten Anschlägen unterschieden.
Auf Grund dieser unterschiedlichen Zählweisen können Statistiken voneinander abweichende Angaben enthalten.
Die folgende Tabelle benennt die Anzahl der Brandanschläge gemäß der offiziellen Kriminalstatistik des Polizeipräsidenten in Berlin (Landespolizei Berlins).
| Jahr | Anzahl der Anschläge | als politisch motiviert eingestuft |
| ---- | -------------------- | ---------------------------------- |
| 2017 | 262                  | 27                                 |
| 2016 | 313                  | 72                                 |
| 2015 | 179                  | 38                                 |
| 2014 | 242                  | 53                                 |
| 2013 | 249                  | 23                                 |
| 2012 | 243                  | 24                                 |
| 2011 | 403                  | 92                                 |
| 2010 | 221                  | 44                                 |
| 2009 | 320                  | 145                                |
| 2008 | 215                  | 73                                 |
| 2007 | keine Angabe         | mindestens 75                      |

In ihrer Kriminalstatistik für das Jahr 2010 vermeldete die Berliner Polizei einen signifikanten Rückgang der politisch motivierten Brandanschläge auf Fahrzeuge.

„Nach 145 Fällen mit 221 angegriffenen Fahrzeugen im Vorjahr, waren es 2010 nur noch 44 Fälle mit 54 angegriffenen Fahrzeugen. Hier könnten die polizeilichen Maßnahmen zur Verhinderung politisch motivierter Gewaltkriminalität Wirkung gezeigt und zu einer Verunsicherung der „linken Szene“ geführt haben. Außerdem gab es 2010 weniger aktionsauslösende Anlässe als im Vorjahr und neben der öffentlichen Berichterstattung wurde auch innerhalb der „linken Szene“ eine kritische Diskussion in Gang gesetzt. Diese forderte ein Umdenken hinsichtlich einiger Aspekte bei Brandstiftungen an Kraftfahrzeugen, insbesondere der Vermittelbarkeit in der Öffentlichkeit. Im Gegensatz dazu gab es bei den Brandanschlägen auf Fahrzeuge, welchen kein politisches Motiv zugrunde lag, einen geringfügigen Anstieg von 175 Fällen mit 180 angegriffenen Fahrzeugen im Vorjahr auf 177 Fälle mit 196 angegriffenen Fahrzeugen im Berichtsjahr.“

Ein Sprecher des Gesamtverbands der Deutschen Versicherungswirtschaft (GDV) schätze 2011 angesichts von bundesweit rund 15.000 Autobränden jährlich die Zahl der Berliner Fälle als vergleichsweise gering ein. Ein Anlass für eine Erhöhung der Versicherungsprämien sah auch ein Sprecher der HUK-Coburg nicht.

## Hintergrund

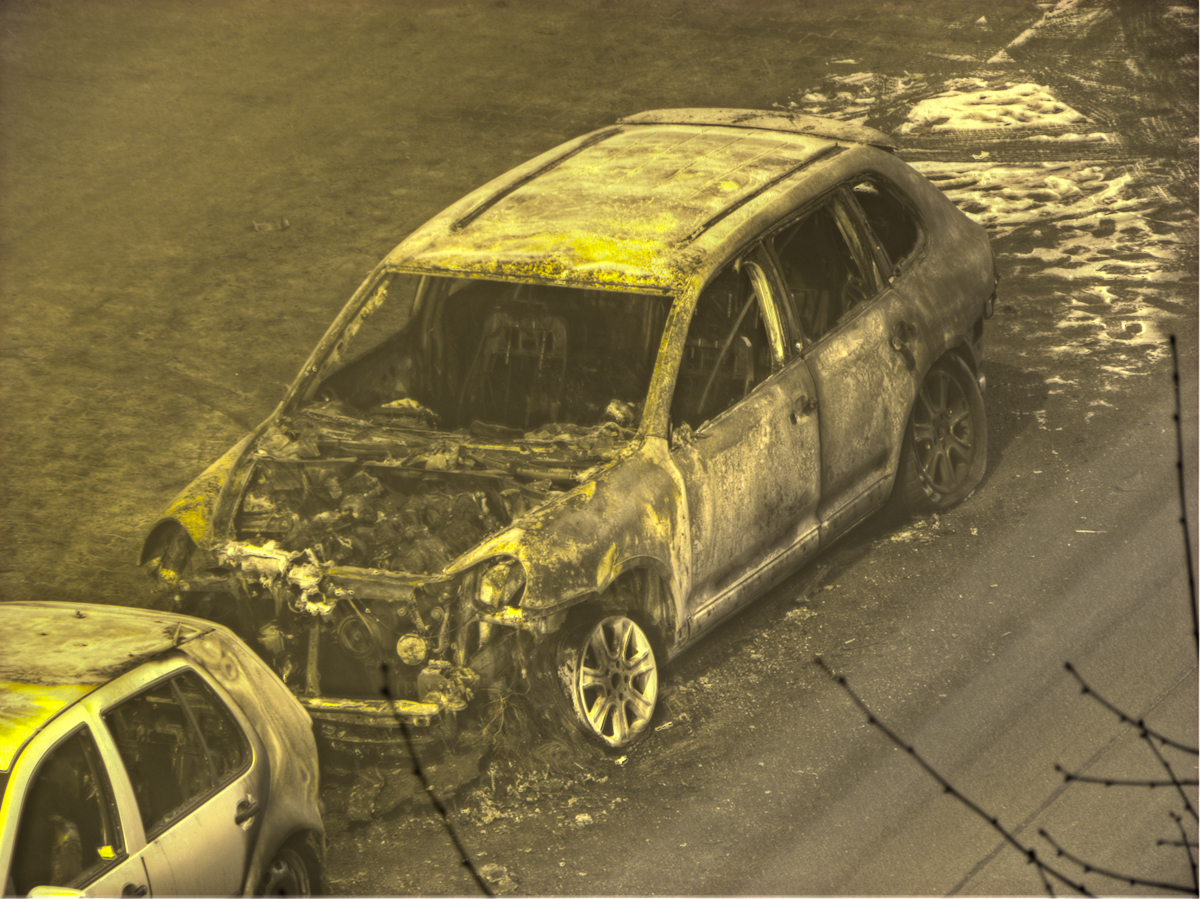
Ausgebrannter Porsche Cayenne in Berlin, 2009

Viele Brände früherer Jahre wurden der autonomen Szene zugeordnet. Bereits 1998 veröffentlichte die Berliner Zeitschrift radikal eine Bauanleitung für Brandsätze für Autos.  Bis zu ihrer Auflösung im Juli 2009 verübte die militante gruppe (mg) gezielt Anschläge auf Fahrzeuge überwiegend von Behörden und Militäreinrichtungen. In den Jahren 2007 und 2008 beschränkten sich die Tatorte überwiegend auf die Ortsteile Kreuzberg, Mitte, Friedrichshain und Lichtenberg. Brandanschläge, bei denen die Polizei eine politische Motivation annimmt, richteten sich in den Jahren 2009 bis 2013 zu mehr als der Hälfte gegen Firmenwagen (42 Prozent) – insbesondere gegen die Deutsche Bahn (5 Prozent) – Polizeifahrzeuge (15 Prozent) und Fahrzeuge anderer staatlicher Behörden (3 Prozent). In den restlichen 40 Prozent der Fälle waren Privatpersonen betroffen.
Die seit 2007 aufgekommene Serie von Brandstiftungen fand Verständnis in der politischen Linken. Die Brandanschläge wurden seitens der Täter als notwendiges Mittel gegen die Gentrifizierung gerechtfertigt. Im linken Szeneblatt Interim bekannten sich teilweise linke Gruppen zu Anschlägen, bei einem Großteil der Anschläge mit einer vermuteten politischen Motivation wurden jedoch keine „- vor allem für die linksextremistische Szene durchaus typische - Selbstbezichtigungsschreiben veröffentlicht“ und auch keine Tatverdächtigen ermittelt. Nach Einschätzung des Berliner Verfassungsschutzes kommen daher auch „[f]ür einen nicht unerheblichen Anteil“ der vermeintlich politisch motivierten Brandanschläge in den Jahren 2009 bis 2013 „auch andere, unpolitische Motive in Betracht“.

## Reaktionen auf die Anschlagsserie im August 2011

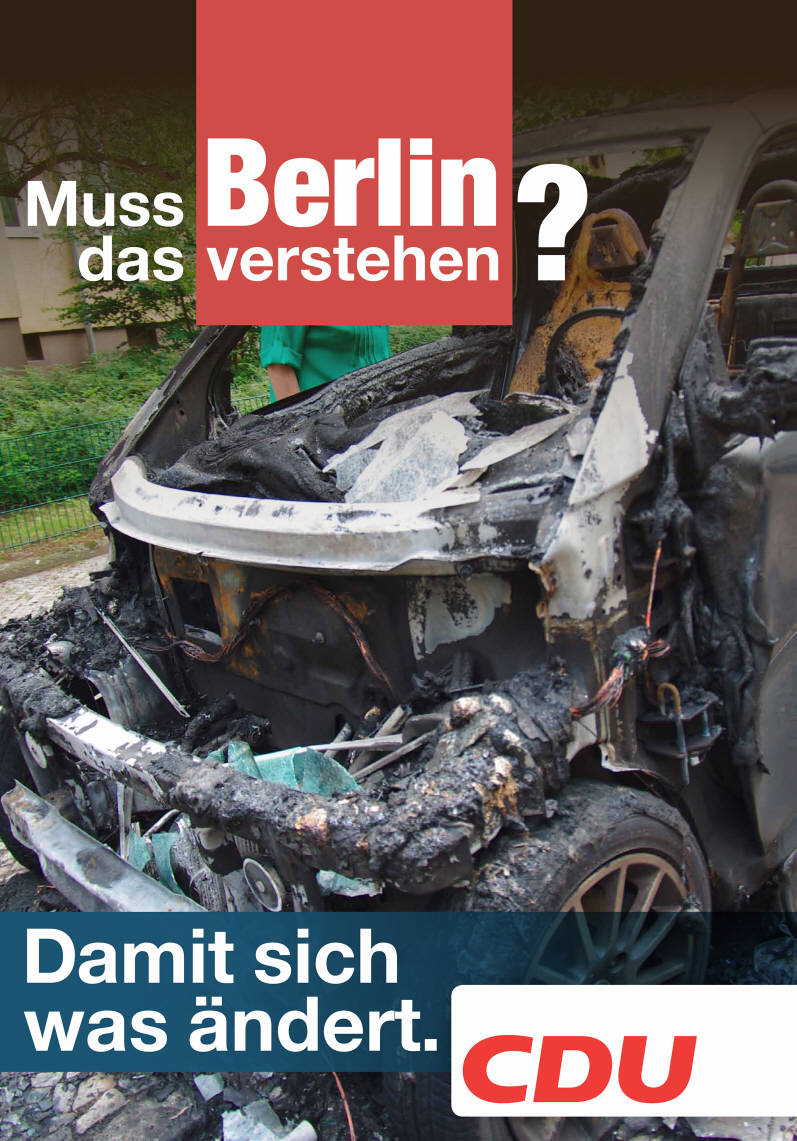
Plakat der CDU zum Thema

Die Serie der Brandanschläge im August 2011 wurde im Wahlkampf zur Wahl zum Berliner Abgeordnetenhauses am 18. September 2011 thematisiert. Sowohl die CDU wie auch FDP hatten dazu eigens Plakate vorgestellt.
Bundeskanzlerin Angela Merkel verurteilte die Brandanschläge scharf und sagte, sie beobachte die Entwicklung mit Sorge. Der Berliner Grünen-Politiker Hans-Christian Ströbele bezeichnete die Anschläge als „Prestigegerangel zwischen denen, die das machen, und der Polizei“ und als „Mutprobe mit schlimmen Folgen“. Es handele sich außerdem um eine „schwere Straftat“, die auch verfolgt werden müsse, da Autobesitzer geschädigt und Anwohner in Gefahr gebracht würden. Dieter Wiefelspütz (SPD), Mitglied des Innenausschuss des Deutschen Bundestages, wertete die Brandanschläge als „Vorstufe zum Terrorismus“, warnte aber die Ereignisse mit den Unruhen in London zu vergleichen, sie seien Vandalismus: „Für diese Art von Gewalt gibt es keine sachliche oder politische Begründung.“ Zudem sei es „leicht, ein Auto anzustecken und blitzschnell zu verschwinden, ohne Spuren zu hinterlassen.“ Der Präsident des Bundeskriminalamtes (BKA) Jörg Ziercke schätzt, dass nur 20 bis 30 Prozent der Täter zum linksextremistischen Spektrum gehören. Der Rest seien „Chaoten, notorische Randalierer, Pyromanen, andere Trittbrettfahrer und vereinzelt auch Versicherungsbetrüger.“ Zudem widersprach er den Äußerungen mehrerer Innenpolitiker von CDU und SPD sowie der Behauptung „hier von einer Vorstufe zum Terrorismus zu sprechen“.
Die Berliner Polizei und der Berliner Innensenator Ehrhart Körting (SPD) sagten, es gäbe bei den Anschlägen keine Hinweise auf Täter aus der linksextremen Szene und keinen Zusammenhang mit Terrorismus. Laut Polizei deuteten die Spuren auf Nachahmungstäter mit „pseudopolitischer Motivation“ hin. „Die linksextremistische Szene steht nicht hinter den Taten und erklärt sich damit auch nicht einverstanden“, sagte die Polizeivizepräsidentin Margarete Koppers, kommissarische Polizeipräsidentin in Berlin.  Der Fraktions- und Landeschef der CDU Berlin, Frank Henkel, widersprach der Auffassung Körtings. Der Senat müsse endlich eingestehen, dass er die Berliner Polizei „kaputtgespart hat und nicht mehr in der Lage ist, die Bürger angemessen vor der Bedrohung zu schützen“, erklärte Henkel. In einem Artikel für Die Welt kritisierte Henkel: „Anstatt die linksextreme Bedrohung deutlich anzusprechen, zieht sich der rot-rote Senat auf Erklärungsmuster zurück, die die Realität verschleiern.“ Der Parteienforscher Oskar Niedermayer sagte, dass das Wahlkampfthema der CDU Rückenwind verschaffen könne, da ihr beim Thema Innere Sicherheit hohe Kompetenz zugeschrieben würde.
Der regierende Bürgermeister Klaus Wowereit erwiderte: „Wer jetzt schnelle Lösungen verspricht, will nur billig Wahlkampf machen“ und rief die Bevölkerung zur Mithilfe auf. Für sachdienliche Hinweise, die zur Ergreifung der Täter führen, wurde eine Belohnung bis zu 5.000 Euro ausgesetzt. Die Gewerkschaft der Polizei (GdP) forderte im Zuge des Kampfes gegen Autobrandstifter die Bevölkerung dazu auf, bei der Fahndung nach den Tätern zu helfen sowie die Bundespolizei und Beamte aus anderen Bundesländern in Berlin einzusetzen. Die Beamten müssten mindestens sechs Monate lang die Berliner Kollegen unterstützen, sagte ein GdP-Sprecher. Er wies auf die Unterbesetzung der Polizei in Berlin hin, da der Berliner Senat in den vergangenen zehn Jahren rund 4.000 Stellen bei der Polizei eingespart habe.

## Ermittlungen, Verhaftungen und Tatverdächtige
Nachdem in der Proskauer Straße zwei Fahrzeuge in Flammen aufgegangen waren, wurde im November 2009 ein Tatverdächtiger festgenommen, der in der Nähe des Tatorts mit einer Flasche Feuerzeugbenzin und Spuren eines Brandbeschleunigers an den Händen aufgegriffen wurde. 140 Bereitschaftspolizisten durchsuchten daraufhin zwei besetzte Häuser in der Liebigstraße 14 und 34. Der Verdächtige wurde nach 43 Tagen Untersuchungshaft freigelassen. In der Nacht vom 23. zum 24. September 2011 wurde der Mann in Berlin-Mitte erneut aufgegriffen, als er sich an einem Auto zu schaffen machte, das wenig später in Flammen aufging. Auch diesmal hatte er Zündmittel bei sich. Als selbst bezeichneter freier Fotograf und Journalist nahm der Verdächtige in der Vergangenheit mehrfach Fotos von brennenden Fahrzeugen auf und bot diese Zeitungen zur Veröffentlichung an.
Im Oktober 2011 wurde ein weiterer Verdächtiger festgenommen. Ihm wurden 67 Brandstiftungen (102 ausgebrannte Fahrzeuge) zur Last gelegt, die zwischen Juni und August 2011 verübt worden waren. Ein politischer Hintergrund wurde von den Ermittlern für diese Taten ausgeschlossen. Der geständige Täter gab als Motiv Frustration über seine Arbeitslosigkeit an. Nach Aufnahme einer Erwerbstätigkeit stellte der Mann Ende August 2011 seine Brandstiftungen ein. Anfang April 2012 wurde er vom Landgericht Berlin zu einer siebenjährigen Freiheitsstrafe verurteilt. Die Polizei macht ihn inzwischen für 106 Brandanschläge auf Fahrzeuge verantwortlich.
Im Jahr 2012 entstanden innenpolitische Kontroversen, nachdem bekannt wurde, dass nach einem versuchten Brandanschlag in der Rigaer Straße im Bezirk Friedrichshain-Kreuzberg bei einer Funkzellenabfrage sämtliche Verkehrsdaten von 13 umliegenden Mobilfunkzellen abgefragt wurden. Das Vorgehen wurde daraufhin im Innenausschuss des Berliner Abgeordnetenhauses behandelt. Dabei erklärte Polizeivizepräsidentin Margarete Koppers, dass die Abteilung Polizeilicher Staatsschutz des Berliner Landeskriminalamtes im Rahmen der Ermittlungen gegen Autobrandstiftungen in den vergangenen Jahren insgesamt 4,2 Millionen Verkehrsdaten und 960 Teilnehmerdaten erfasst und nur einen geringen Teil der Daten auch wieder gelöscht hatte. Die Daten sollen zudem teilweise an das Bundeskriminalamt und die Bundesanwaltschaft weitergegeben worden sein, ohne die betroffenen Personen darüber zu informieren.
Die Berliner Polizei stellte beim Abgleich der Positionsdaten einer elektronischen Fussfessel mit Anschlagsorten von 2020 und 2021 fest, dass sich ein Mitglied des Remmo-Clans zur fraglichen Zeit an den Brandorten in Neukölln und anderen Stadtvierteln aufgehalten hatte. Nachdem der Mann wegen eines anderen Deliktes ins Gefängnis gekommen war, hörte auch die Anschlagsserie auf.

## Sonstiges
Die Punkband Blutjungs nimmt in ihrem Lied "Günther" auf dem Album "Saufpferdchen" im Jahr 2017 satirisch Bezug zu den Anschlägen.